# Javorské
Javorské (860 m n. m.) je nejvyšší vrchol geomorfologického podcelku Javorský Beskyd, který je součástí Kysuckých Beskyd. Jde o masivní vrchol, nacházející se 5 km východo-severovýchodně od města Čadca. Vrchol byl do nedávna zalesněný smíšeným porostem s převahou smrku a buku, v současnosti ráz krajiny poznamenala rozsáhlá těžba.

## Turistika a sport
Vrchol a jeho širší okolí nabízí mnoho možnosti turistického vyžití, cykloturistiky a v zimním obdoby běžeckého lyžování. Vrchol i celý hřeben je dostupný z Čadce po červené turistické značce (6,5 km s převýšením kolem 500 metrů) nebo po žluté značce z Oščadnice (4 km s převýšením kolem 400 metrů).
Vrchol nabízí téměř kruhové výhledy s krásným panoramatem hlavního hřebene Malé Fatry.